# Золотые годы (телесериал)
«Золотые годы» (англ. Golden Years) — фантастический мини-сериал по оригинальной идее Стивена Кинга снятый в 1991 году.
Изначально предполагалось, что проект «Золотые годы» будет «долгоиграющим» телесериалом. Однако низкий зрительский рейтинг заставил создателей свернуть проект и выпустить его на DVD в виде мини-сериала.

## Сюжет
«Фалко-Плейн» — обычная сельскохозяйственная станция. Но это лишь ширма. На самом деле это территория Министерства обороны, где правительство США проводит сверхсекретные опыты. Один из них — найти эликсир молодости. Однажды в лаборатории происходит мощный взрыв, и в зоне поражения случайно оказывается старый уборщик — Харлан Уильямс.
Для расследования на станцию прибывает комиссия из министерства обороны. Но среди них Тэрри Спэн (начальница службы безопасности) узнаёт своего бывшего коллегу. Этот бывший коллега, Джуд Эндрюс, вовсе не сотрудник минобороны, а агент Департамента Научной Разведки (он же ДНР, он же просто — Контора), отпетый головорез, идущий по трупам.
Вскоре Эндрюс выясняет, что уборщик молодеет. С этого момента его единственная цель — добраться до уборщика. Тэрри распознаёт намерения бывшего сослуживца и похищает уборщика у Эндрюса из под носа. Эндрюс в ярости, и начинает преследование.